# دساسة مانويلي
دساسة مانويلي، المعروف باسم مانويل سكنك، هو نوع من السحالي في الفصيلة الفرعية سقنقوراوات من العائلة السقنقورية.

## النطاق الجغرافي
C. مانويلي هي توطن إلى المغرب.

## علم أصول الكلمات
الاسم المحدد، مانويلي، هو تكريم لألبرت مانويل من الرباط الذي ساعد هديجر في تنظيم رحلة استكشافية إلى المغرب.

## التكاثر
الإناث البالغات من C. مانويلي تلد صغارًا.

## حالة الحفظ
يعتبر C. مانويلي نادرًا إلى حد ما في جميع أنحاء توزيعه ويتأثر بإزالة الغابات والتصحر والرعي الجائر. من المحتمل أن تكون الأنواع في حالة تدهور وأن مداها مجزأ بشدة.

## قراءات إضافية
Hediger H (1935). "Herpetologische Beobachtungen in Marokko ". Verhandlungen der Naturforschenden Gesellschaft in Basel 46: 1-49. (Chalcides ocellatus manueli, new subspecies, p. 20). (in German).